# Narcissus somedanus
Narcissus somedanus är en amaryllisväxtart som beskrevs av Fern.Casado, Nava och Suárez Pérez. Narcissus somedanus ingår i släktet narcisser, och familjen amaryllisväxter.
Artens utbredningsområde är Spanien. Inga underarter finns listade i Catalogue of Life.